# Senaat van Delaware

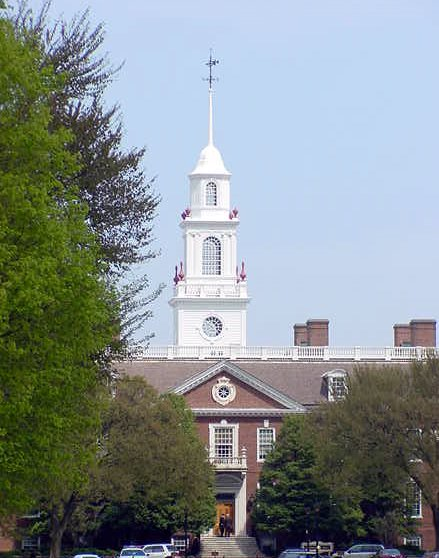
Parlementsgebouw van Delaware

De Senaat van Delaware is het Hogerhuis van de Delaware General Assembly, de wetgevende macht van de staat Delaware in de Verenigde Staten. De Senaat van Delawere heeft 21 senatoren die verkozenen zijn van verschillende kiesdistricten in de staat zelf. Elke senator heeft een termijn van twee jaar. De Senaat komt bijeen in de Legislative Hall in Dover.

## Samenstelling van de senaat
| Affiliatie                            | Partij     | Partij        | Totaal |        |
| ------------------------------------- | ---------- | ------------- | ------ | ------ |
| Affiliatie                            |            |               | Totaal |        |
| Affiliatie                            | Democraten | Republikeinen | Totaal | Vacant |
| 145ste legislatuur                    | 15         | 6             | 21     | 0      |
|                                       |            |               |        |        |
| 146ste legislatuur (2010-2012)        | 14         | 7             | 21     | 0      |
|                                       |            |               |        |        |
| 147ste legislatuur(2012-2014)         | 13         | 8             | 21     | 0      |
|                                       |            |               |        |        |
| 148ste legislatuur(2014-2016)         | 12         | 9             | 21     | 0      |
|                                       |            |               |        |        |
| Begin van de 149ste legislatuur(2016) | 11         | 10            | 21     | 0      |
| 17 januari 2017                       | 10         | 10            | 20     | 1      |
| 25 februari 2017                      | 11         | 10            | 21     | 0      |
| Latest voting share                   | 52,4%      | 47,65%        |        |        |

### Leden
| District      | Name                | Partij | Eerste keer gekozen | Residentie       | Einde Termijn |
| ------------- | ------------------- | ------ | ------------------- | ---------------- | ------------- |
| 1             | Harris McDowell III | Dem    | 1976                | North Wilmington | 2020          |
| 2             | Margaret Henry      | Dem    | 1994                | East Wilmington  | 2018          |
| 3             | Robert Marshall     | Dem    | 1978                | West Wilmington  | 2018          |
| 4             | Gregory Lavelle     | Rep    | 2012                | Sharpley         | 2018          |
| 5             | Catherine Cloutier  | Rep    | 2000                | Heatherbrooke    | 2020          |
| 6[dode link]  | Ernesto Lopez       | Rep    | 2012                | Lewes            | 2018          |
| 7             | Anthony Delcollo    | Rep    | 2016                |                  | 2020          |
| 8             | David Sokola        | Dem    | 1990                | Newark           | 2020          |
| 9             | Jack Walsh          | Dem    | 2016                |                  | 2020          |
| 10            | Stephanie Hansen    | Dem    | 2017                | Middletown       | 2018          |
| 11            | Bryan Townsend      | Dem    | 2012                | Westover Woods   | 2018          |
| 12            | Nicole Poore        | Dem    | 2012                | Barbs Farm       | 2020          |
| 13            | David McBride       | Dem    | 1980                | Hawk's Nest      | 2020          |
| 14            | Bruce Ennis         | Dem    | 2007                | Clayton          | 2020          |
| 15[dode link] | David G. Lawson     | Rep    | 2010                | Marydel          | 2020          |
| 16[dode link] | Colin R. J. Bonini  | Rep    | 1994                | South Dover      | 2018          |
| 17[dode link] | Brian Bushweller    | Dem    | 2008                | North Dover      | 2018          |
| 18[dode link] | F. Gary Simpson     | Rep    | 1999                | Milford          | 2018          |
| 19[dode link] | Brian G. Pettyjohn  | Rep    | 2012                | Georgetown       | 2020          |
| 20[dode link] | Gerald Hocker       | Rep    | 2012                | Ocean View       | 2020          |
| 21[dode link] | Bryant Richardson   | Rep    | 2014                | Laurel           | 2018          |